# Raymond Peter Hillinger
Raymond Peter Hillinger (* 2. Mai 1904 in Chicago, Illinois, Vereinigte Staaten; † 13. November 1971) war ein US-amerikanischer Geistlicher, römisch-katholischer Bischof von Rockford und später Weihbischof in Chicago. 

## Leben
Raymond Peter Hillinger besuchte zunächst das Archbishop Quigley Preparatory Seminary und anschließend das Priesterseminar St. Mary of the Lake in Mundelein. Der Erzbischof von Chicago, George William Kardinal Mundelein, spendete ihm am 2. April 1932 die Priesterweihe.
Nach drei Jahren als Kaplan in Chicago wurde der begabte Prediger 1935 Mitglied des diözesanen Missionsteams. Nach 15 Jahren als Prediger für Volksmissionen wurde er 1950 Rektor des Schutzengel-Waisenhauses in Chicago.
Am 3. November 1953 ernannte ihn Papst Pius XII. zum Bischof von Rockford. Der Erzbischof von Chicago, Samuel Kardinal Stritch, spendete ihm am 29. Dezember desselben Jahres die Bischofsweihe. Mitkonsekratoren waren Martin Dewey McNamara, Bischof von Joliet in Illinois, und William Aloysius O’Connor, Bischof von Springfield in Illinois. Die Amtseinführung in der Kathedrale von Rockford fand am 14. Januar 1954 statt.
Hillingers Gesundheitszustand verschlechterte sich derart, dass er sich in den Jahren 1955 und 1956 bei der Feier des Triduum Sacrum und der Spendung der Priesterweihe von anderen Bischöfen vertreten lassen musste. Ab November 1955 verwaltete Generalvikar Andrew J. Burns als Apostolischer Administrator sede plena das Bistum. Am 27. Juni 1956 nahm der Papst seinen Verzicht auf das Bistum Rockford an und ernannte ihn zum Titularbischof von Derbe sowie zum Weihbischof in Chicago. Trotz seines anhaltend schlechten Gesundheitszustands nahm er an allen vier Sitzungsperioden des Zweiten Vatikanischen Konzils als Konzilsvater teil. Bis 1968 war er außerdem in der Pfarrseelsorge aktiv. Seine letzte Ruhestätte fand er auf dem All Saints-Friedhof in Des Plaines.